# 英皇佐治五世學校
英皇佐治五世學校（英語：King George V School，簡稱 KGV，V 為羅馬數字五）是香港一家男女混合國際學校，以英皇佐治五世命名，隸屬英基學校協會旗下。其校舍位於九龍城區何文田天光道2號，總面積41,278平方米，興建於1935年並為香港二級歷史建築。教學語言為英語，學生人數約1,700名，大部分居於九龍。學校另設有特殊需要組 （页面存档备份，存于），協助殘障學生。

## 歷史
英皇佐治五世學校是英基學校協會歷史最悠久的一間學校。它的前身是1894年創辦、位於彌敦道136號的九龍書院（英語：Kowloon College，現前九龍英童學校大樓），後來更名為九龍英童學校（英語：Kowloon British School），1902年4月19日再易名為中央英童學校（英語：Central British School），學生主要是居港英國人子女。原校舍由何東爵士捐贈興建，校舍為典型維多利亞時代建築，但亦因應香港氣候環境，建有寬闊走廊，高樓面和金字瓦頂等。該址由1991年7月19日起定為香港法定古蹟，受香港法例第53章《古物及古蹟條例》保護，現改成古物古蹟辦事處辦公室。
至1930年，學校已經有超過300名學生；後來選擇搬遷到何文田現址。主樓於1935年5月15日由時任香港總督貝璐奠基，並以他命名為貝璐樓（Peel Block）。1936年9月14日新校正式開放。其後第二次世界大戰爆發，學校被迫於1940年關閉，用作駐港英軍的醫院。日治時期學校被日軍佔用為醫院，有謠傳指學校草地曾被用作亂葬崗。
戰爭期間學校損毀程度甚微，重光後被英國皇家空軍再度徵用作軍醫院。其中一名軍醫在禮堂入口上方的大理石刻上 "Never in the Field of Human Conflict"（「在人類衝突的歷史中未曾出現過」）一句，語出英國首相邱吉爾於1940年8月20日在英國國會一場著名演說。該演說名稱 "Never was so much owed by so many to so few" 是出自講稿內的一句 "Never in the field of human conflict was so much owed by so many to so few." （「在人類衝突的歷史中未曾出現過，這麼多人承受這麼少人如斯重大恩惠。」）1946年夏季，學校重新開放，當時只有79名學生就讀。1947年起學校接受所有國籍的學生，並於1948年度學校頒獎禮時宣布改名為「英皇佐治五世學校」，以紀念學校主樓奠基時在位的英國國王佐治五世。
1979年，校方經過長期爭議後，決定成為英基學校協會旗下學校。

## 建築設施
英皇佐治五世學校共有9座教學樓，並設有25米游泳池、草地運動場、兩個戲劇排練室等設施。
貝璐樓 (Peel Block)
於1937年落成，貝璐樓以1930年至1935年出任香港總督的威廉·貝璐爵士的名字命名。他的姓名被刻於總督生前親自奠基的大理石上。
貝璐樓是校園建造的第一棟大樓。鑒於其年代和歷史意義，這棟大樓被列為香港二級歷史建築。
兩層樓高的貝璐樓是英皇佐治五世學校的行政中心，設有學校禮堂，健身房，檔案室，器材儲藏室，中學辦事處，複印室，學習資源中心，SSC課室，PTSA店，位於一樓的員工室與辦公室和一個媒體教室等等。
英皇佐治五世學校的校園在二戰時期被日本士兵用作醫院和地牢，所以這棟大樓一直流傳著許多謠言。其一的說法便是學校曾經的電腦室曾被用作日本士兵的刑求室，而另則說指晚上貝璐樓的屋頂能夠聽到腳步聲。這些謠言及歷史令KGV成為一個對學生和老師來說都非常有趣的地方。
禮堂位於貝璐樓的中心。地板和牆壁分別鋪有硬木和大理石。禮堂配備了先進的聲響與燈光設備，用於每周的集會及每年的演講日（九年級以上的頒獎典禮）和音樂跟舞蹈比賽的活動。
新樓 (New Block)
位於校園南邊的新樓是一座三層樓高的大樓。它主要用於語言及設計與科技的課堂。裏面還有電腦資源中心和醫療室等設施。
活動中心 (Activity Centre)
活動中心有著兩個戲劇室，一個戲劇辦公室及體育更衣室。活動中心也另外有一個藝術工作室和三個體育室。
連樓 (Link Block)
連樓是一座五層樓高的大樓。這座大樓連接着新樓，貝璐樓及活動中心。連樓有着設計與科技，數學和英文課室，藝術工作室，學生輔助辦公室以及電腦室。
科學樓 (Science Block)
科學樓是一座擁有着天台花園的五層高大樓。這棟大樓主要是科學課室和實驗室，但媒體課室也位於這裏。
吉爾福德演講劇院覆蓋着整個科學樓的地下層。
科學樓連接着新樓的3樓。
表演藝術樓 (Performing Art Block)
表演藝術樓是一座五層樓高的大樓。位於貝璐樓及游泳池的後方。
這座大樓設有一個飯堂，音樂部門，戲劇室及更衣室。
跟科學樓相近，表演藝術樓設有一個天台中心。大樓的天台花園有着一個小型露天劇場供任何表演用途。

## 課程
一直以來，英皇佐治五世學校跟隨英格蘭的教育制度。不過，隨着香港主權移交以及教育界對英國教育制度的質疑，普遍指英國教育制度已不適合現時的英皇佐治五世學校。經爭論後，學校將於2007/8年度摒棄現時英國中學通用教育證書（GCSE）及通用教育證書高級程度（GCE A-Level）課程，改行國際文憑大學預科課程（International Baccalaureate）制。
國際文憑中學項目(MYP)
MYP 課程針對七年級至九年級的學生而設計，課程承接 PYP 項目中強調的學習者培養目標  (IB Learner Profiles) 及學習方法 (Approaches to Learning)。學生必須修讀所有科目（藝術、戲劇、英語、歷史、數學、音樂、體育、宗教、地理、科學、資訊及通訊科技）另外普通話及一種歐洲語言（法語、德語、西班牙語）。
MYP 有八個同等比重的學科範疇，學生需從每個範疇中學習。
| 學科範疇   | KGV提供的科目                  |
| ---------- | ------------------------------ |
| 藝術       | 視覺藝術、戲劇、音樂、媒體     |
| 設計       | 設計科技、資訊及通訊科技       |
| 人民社會   | 地理、歷史及哲學與宗教         |
| 語言習得   | 中國語文、法語、西班牙語、德語 |
| 語言及文學 | 英語、中國語文、世界語言及文學 |
| 數學       | 數學                           |
| 體育       | 體育、通識及個人教育           |
| 科學       | 科學                           |

## 學校傳統
校訓與校歌歌名為 Honestas Ante Honores，拉丁語意譯「誠先於榮」。學年年初的學校頒獎禮上，學校全體會合唱校歌。

## 香港傑出學生選舉
截至2024年(第39屆)，在香港傑出學生選舉共出產2名傑出學生。

## 著名／傑出校友
- 朱玲玲：前香港小姐冠軍
- 包致金：前香港終審法院常任法官；香港終審法院非常任法官
- 梁靖琪：香港女演員
- 鄧上文：前香港女演員
- 應昌佑：香港男歌手
- 添·巴貝利：香港足球教練，前香港足球員
- 李治廷：香港男演員
- 譚焌釗：香港男歌手
- 香胤宅：香港男歌手、全民造星V冠軍
- 連詩雅：香港女歌手
- 馮國經，大紫荊勳賢，GBS，CBE：利豐集團榮譽主席、香港機場管理局前主席
- 孫穗芬：已故美籍華裔商人及外交官
- 華路雲：香港男子橄欖球運動員
- 麥基：英國裔香港職業足球員
- 聶安達：香港著名音樂人、演員及電影配樂師[註 1]
- 程瑤：香港女模特兒
- 魏韵芝：香港女藝人
- 繆騫人：前香港女演員
- 吳若昊：香港科技大學化學及生物工程學系助理教授（2002年中七）
- 柏安妮：前香港女演員、歌手
- 米高·嘉道理：香港企業家、中電集團和香港上海大酒店的董事局主席[10]
- Garth David Hydes：前懲教署副署長（1957年）[11]

## 資料來源
1. ↑  資料來源稱10.2英畝，折算成41278平方米。資料原載學校簡介 的存檔，存档日期2006-08-29.，存取於2006年8月4日。
2. ↑  學校課程簡介 的存檔，存档日期2006-08-29.，存取於2006年8月4日。
3. ↑  官方百年校史介紹網站 （页面存档备份，存于），存取於2006年8月4日。
4. ↑  古物古蹟辦事處介紹網站 （页面存档备份，存于），存取於2006年8月4日。
5. ↑  香港自遊樂在18區：油尖旺區 （页面存档备份，存于），存取於2006年8月4日。
6. 1 2 3  官方校史網站 的存檔，存档日期2007-09-27.，存取於2006年8月4日。
7. ↑  學校實施IB介紹網站 （页面存档备份，存于），存取於2006年8月4日。
8. ↑  校歌歌詞 （页面存档备份，存于），存取於2006年8月4日。
9. ↑  . 青苗基金  香港傑出學生選舉. 2025-01-20  [2025-01-20].
10. ↑  Kevin Sinclair (编).  4. Who's Who in Hong Kong Ltd.、Asianet Information Services Ltd. 1988: 189.
11. ↑  Kevin Sinclair.  4. Who's Who in Hong Kong Ltd.、Asianet Information Services Ltd. 1988: 178.

## 外部連結
- 學校官方網站，http://www.kgv.edu.hk
- 學校同學會，https://web.archive.org/web/20050206104000/http://www.kgv.edu.hk/registry/
- Google Maps鳥瞰圖。圖中正中央反E形建築，就是主樓貝璐樓。
- 黎敏儀編導：〈情溢校園〉，《吾土吾情》系列，1995年2月28日播放，香港電台電視部。